# Эльбурсская лесостепь
Лесостепь Эльбурского хребта — засушливая горная дуга протяжённостью 1000 километров к югу от Каспийского моря, простирающаяся через северный Иран от границы с Азербайджаном до границы с Туркменистаном. Занимает площадь 63 300 км² и охватывает южные и восточные склоны гор Альборз, а также их вершины. Экорегион смешанных лесов каспийского и гирканского континентов[что?] с его пышными зелеными склонами и равнинами, получающими влагу из Каспийского моря, образует северную границу этого экорегиона. Обширный экорегион Центрально-Персидского пустынного бассейна образует его южную границу.

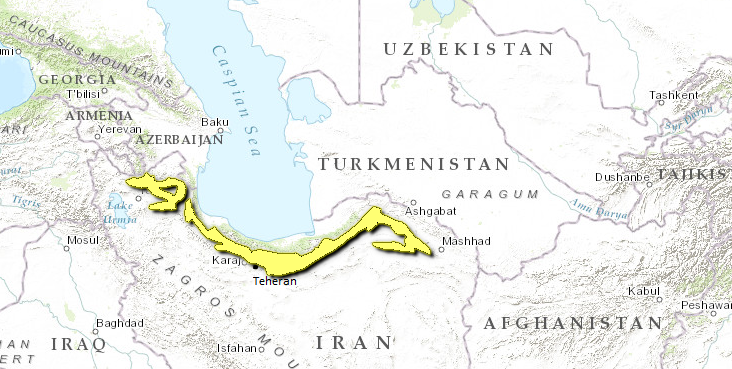

Хребет Эльбурс состоит из гранитного ядра, перекрытого осадочными породами, включая известняки, сланцы, песчаники и туфы. Также широко встречаются метаморфические породы, такие как сланцы, мраморы и амфиболиты. Климат засушливый, годовое количество осадков колеблется от 150 до 500 мм, в основном в виде зимнего снега.
Высота над уровнем моря обычно составляет от 2000 до 4000 метров, а самая высокая точка на Ближнем Востоке, гора Дамаванд, находится на высоте 5610 метров. Дамаванд также является самым высоким вулканом в Азии, а под его кратером на вершине находятся фумаролы и горячие источники, а также ледники.

## Флора
Можжевельник (Juniperus excelsa subsp. Polycarpos) самое распространенное дерево в этом экорегионе. Раньше она покрывала южные склоны, но лесозаготовки значительно сократили ее диапазон до труднодоступных участков и больших высот. Кусты в экорегионе представлены фисташками (Pistacia atlantica), кизильником (Cotoneaster racemiflora), кленом (Acer turcomanicum) и миндалем (Amygdalus spp.). Полынь распространенное травянистое растение.

## Фауна
Этот экорегион является домом для нескольких крупных видов млекопитающих. Бурый медведь (Ursus arctos syriacus) бродит по горам и склонам холмов, в то время как одинокие косули (Capreolus capreolus) питаются травой и ягодами в лесах и вокруг них. Группы местных диких кабанов (Sus scrofa) добывают корм ночью, а буковые куницы (Martes foina) охотятся на более мелких млекопитающих и ищут яйца и червей на рассвете и в сумерках. Благородные олени (Cervus elaphus) большую часть года живут однополыми группами, но осенью гоняются, иногда запирая рога. Псовые в этом экорегионе — индийский волк (Canis lupus pallipes), обыкновенный шакал (Canis aureus aureus) и лисица (Vulpes vulpes). Кошачьи — персидский леопард (Panthera pardus ciscaucasica), лесной кот (Felis chaus) и кавказская рысь (Lynx lynx dinniki). Газель с зобом (Gazella subgutturosa) гуляет по равнинам на юго-востоке. Существуют также большие популяции архара (Ovisamm), находящегося под угрозой исчезновения во всем мире.
Известные птицы в этом экорегионе — медовый канюк (Pernis apivorus), ястреб-тетеревятник (Accipiter gentilis), чёрный гриф (Aegypius monachus), двукратный жаворонок (Melanocorypha bimaculata) и каспийский улар (Tetraogallus caspius). Орлы здесь — малый подорлик (Aquila pomarina) и беркут (Aquila chrysaetos). Экорегион также является местом размножения дрофы (Tetrax tetrax) и чёрного дятла (Dryocopus martius).

## Охраняемые территории
Лесозаготовки и сельское хозяйство сократили ареал лесов в этом экорегионе, плотины нарушили сток рек, а чрезмерный выпас ухудшил среду обитания.
Охраняемые территории с лесостепью Эльбурзского хребта в Иране включают национальный парк Голестан и охраняемую территорию Горход, оба в провинции Голестан, общей площадью 1260 квадратных километров.